# أديمي أبايومي
أديمي أبايومي (بالإنجليزية: Adeyemi Abayomi) (مواليد 21 أبريل 1947) هو ملاكم نيجيري، مثّل بلاده في الألعاب الأولمبية الصيفية 1972.

## وصلات خارجية
أديمي أبايومي على موقع أوليمبيديا (الإنجليزية)
- أديمي أبايومي على موقع اتحاد ألعاب الكومنولث (مؤرشف) (الإنجليزية)